# Louresse-Rochemenier
 Louresse-Rochemenier  es una población y comuna francesa, en la región de Países del Loira, departamento de Maine y Loira, en el distrito de Saumur y cantón de Doué-la-Fontaine.

## Demografía
| 647 | 602 | 583 | 593 | 579 | 613 |
| Para los censos de 1962 a 1999 la población legal corresponde a la población sin duplicidades (Fuente: INSEE [Consultar]) |     |     |     |     |     |